# أبراهام جوهانس موستي
كان أبراهام جوهانس موستي (8 يناير 1885 – فبراير 1967) قسًا أمريكيًا هولندي المولد وناشطًا سياسيًا. يُذكر موستي لعمله في الحركة العمالية وحركة السلام وحركة مناهضة الحرب وحركة الحقوق المدنية.

## حياته الباكرة
وُلد في 8 يناير 1885 في المدينة الساحلية الصغيرة زيريك زي، زيلند، جنوب غرب هولندا. كان والد موستي، مارتن موستي، سائق عربة يعمل لدى أسرة كانت جزءًا من نبلاء الوراثة في زيلند. نظرًا إلى آفاقه الاقتصادية المحدودة في هولندا، قرر مارتين موستي اللحاق بالأشقاء الأربعة لزوجته، أدريانا، وهاجر إلى أمريكا. قاموا برحلة عبر المحيط الأطلسي كمسافرين من الدرجة الثالثة في يناير 1891.
حلّ المرض بوالدة موستي على متن السفينة وبقيت في مشفى إيليس آيلاند لمدة شهر بعد وصول العائلة. عند تعافيها، توجهت العائلة غربًا إلى غراند رابيدز، ميتشيغان، حيث عمِل أشقاء أدريانا الأربعة في العديد من المهن التجارية الصغيرة.
حضرت العائلة صلواتٍ في الكنيسة المصلَحة الهولندية في غراند رابيدز، التجمع الكالفينيني الذي تقام فيه الصلوات الدينية باللغة الهولندية. كان وجود الكنيسة بحد ذاته شهادةً على عدد المهاجرين الهولنديين في المنطقة. حُرّم الرقص على أنه خطيئة من قبل الكنيسة. مُنع أيضًا غناء الموسيقى الدنيوية والعروض الدرامية.
كان معظم أعضاء الطائفة من الطبقة العاملة، شأنهم شأن معظم الهولنديين في المنطقة، الذين كانوا يعَدّون مصدرًا للعمالة الرخيصة في السنوات التي سبقت الحرب العالمية الأولى من قبل السكان الناطقين بالإنجليزية التي كانت سائدةً لمدة أطول. ذكرَ موستي في ما بعد أن زملاءه الأعضاء في الكنيسة المصلحة الهولندية كانوا جميعًا «جمهوريين ولم يصوتوا ثانيةً لديمقراطي أكثر مما تحول الحصان إلى لص».
إلى جانب بقية أفراد أسرته، جُنّس كمواطن أمريكي في عام 1896. كان يبلغ الحادية عشرة من العمر فقط حين حصل على الجنسية.

## تعليمه ومسيرته في الأبرشية
التحق موستي بجامعة هوب في هولاند، ميتشيغان، غرب غراند رابيدز على ساحل بحيرة ميتشيغان. تخرّج في عام 1905 حاصلًا على بكالوريوس في سن ال20. في جامعة هوب، كان موستي طالبًا متفوقًا في صفه وقائد فريق المدرسة في كرة السلة ولعب كرجل القاعدة الثاني لفريق البيسبول.
بعد تخرجه، علّم موستي اللاتينية واليونانية للسنة الأكاديمية 1905-1906 في نورثويسترن كلاسيكال أكاديمي (اليوم جامعة نورثويسترن) في أورانج سيتي.
في خريف عام 1906، ذهب موستي شرقًا إلى مدرسة اللاهوت التابعة للكنيسة المصلحة الهولندية، وهي الآن مدرسة نيو برونزويك للاهوت في برونزويك، نيوجيرسي. التحق موستي هناك بدورات فلسفة في جامعة نيويورك وجامعة كولومبيا، وحضر محاضرات ويليام جيمس والتقى جون ديوي الذي أصبح صديقًا شخصيًا. في حين استمر في التأهيل ليصبح قسًا للكنيسة المصلحة، بدا أن موستي بدأ في تلك الآونة بطرح تساؤلات عن المبادئ الأساسية للكنيسة.
تخرج من المعهد في يونيو عام 1909 وتزوج بعد ذلك بفترة قصيرة من آنا هويزينغا، حبيبته منذ أيام جامعة هوب. عند تخرجه، عُيّن موستي قسًا في كنيسة كوليجييت واشنطن ف.ت في منطقة واشنطن هايتس في مانهاتن، نيويورك سيتي. خلال وقت فراغه، استفاد موستي من قرب أبرشيته من مدرسة الاتحاد اللاهوتية الليبرالية لاهوتيًا للالتحاق بدوراتٍ إضافية هناك. في النهاية نال موستي هناك بكالوريوس في اللاهوت وتخرج من اتحاد مانيا كوم لاودي.
تأثر موستي باللاهوت السائد لحركة الإنجيل الاجتماعي وبدأ بقراءة الأفكار المكتوبة لعدة مفكرين راديكاليين في عصره. ومضى إلى حد أنه صوّت للمرشح الاشتراكي يوجين فيكتور ديبس في الانتخابات الأمريكية عام 1912. زعم موستي في ما بعد أنه لم يصوت ثانيةً لمرشح جمهوري أو ديمقراطي لمنصب وطني بارز أو منصب في الدولة.

## روابط خارجية
- أبراهام جوهانس موستي على موقع IMDb (الإنجليزية)
- أبراهام جوهانس موستي على موقع الموسوعة البريطانية (الإنجليزية)